# Malise II de Strathearn
Malise ou  Maol Íosa  II de Strathearn (mort le 23 novembre 1271) un noble écossais
5e comte de Strathearn.

## Biographie
Malise II est le fils de Robert 4e comte de Strathearn. Il apparaît dans les sources en 1244 lorsqu'avec d'autre nobles ils ratifient le traité d'York de 1237, par lequel le roi d'Écosse Alexandre II renonce à ses prétentions sur les comtés du nord de l'Angleterreː Northumberland, Cumbria et Westmorland. Il est présent aux Parlements de 1244 à 1245 et il prend part à la cérémonie de couronnement d'Alexandre III d'Écosse en 1249. Il est l'ami du roi  Henri III, qui le charge d'assister en 1251 sa fille Marguerite d'Angleterre, quand elle devient reine d'Écosse en épousant Alexandre III.
En 1259 il obtient un sauf conduit du roi Henri III de traverser ses États et de revenir l'année suivante. Au cours de sa vie il comble de ses bienfaits l'abbaye d'Inchaffray, donnant aux moins plusieurs de ses serfs, le droit de prélever des pierres dans la carrière de Nethergask, ainsi que plusieurs dons en monnaies. Il meurt en  1271, alors qu'il est en France. Son corps est rapporté en Écosse et il est inhumé dans la  cathédrale de Dunblane, le centre religieux du Strathearn. Malise II est un personnage habile qui réussit à se conserver les faveurs tant du roi d'Angleterre que du roi d'Écosse. Il est qualifié de « munificent à l'encontre de ses  compatriotes » et est aussi célèbre pour sa générosité.

## Unions et postérité
Le comte Malise II contracte quatre unions:
- 1) vers 1245, avec Marjory de Muschamp, fille et cohéritière de Sir Robert de Muschamp et de son épouse Isabelle[1], qui lui donne deux filles :

1. Muriel, née avant 1245, épouse Uilleam ou William comte de Mar
2. Mary, née avant 1249, épouse Sir Nicholas Graham de Dalkeith et Abercorn[1]

- 2) ensuite avant décembre 1257, Matilde, fille de Gibbon Magnusson comte des Orcades et du Caithness avec qui il a un fils et deux filles:

1. Malise III de Strathearn
2. Robert
3. Cecilia

- 3) il semble avoir épousé une nommé  Emma, d'origine inconnue qui ne lui donne pas d'enfant.
- 4) en ou après  1265, il épouse Maria de Ergadia (c'est-dire d'Argyll), fille de Ewen MacDougall Lord d'Argyll et veuve de  Magnus III Olafson roi de Man. Elle lui survit et épouse ensuite sir Hugh Abernethy († 1291), par qui elle devient la mère de Alexander de Abernethy[1] et enfin: William FitzWarin († 1299).